# Vera Krasnova
Vera Ivanovna Krasnova (in russo Вера Ивановна Краснова?; Omsk, 3 aprile 1950) è un'ex pattinatrice di velocità su ghiaccio sovietica, dal 1991 russa.

## Palmarès

### Olimpiadi invernali
- Argento a Sapporo 1972 nei 500 metri.